# Josep Bau Burguet
Josep Bau Burguet (Alqueria de Burguet, València, 20 d'abril de 1867 – València, 22 de novembre de 1932) va ser un sacerdot catòlic de la diòcesi de València. Va ser declarat venerable pel Papa Francesc el 2 de desembre de 2016 i el seu procés de beatificació continua.

## Biografia
Va néixer a l'Alqueria de Burguet, molt a prop de la ciutat de València. Va cursar els seus estudis teològics al seminari i al Col·legi Major-Seminari de la Presentació de la Benaventurada Mare de Déu al Temple i Sant Tomàs de Villanueva de València. Fou ordenat sacerdot el 19 de desembre de 1891.
Va ser, successivament: vicari de l'Església de la Puríssima Concepció de Segart i de l'Església de Santa Mònica de València, rector de l'Església de l'Assumpció i Santa Bàrbera de Massarrojos, rector del Col·legi Major-Seminari de la Presentació de la Benaventurada Mare de Déu al Temple i Sant Tomàs de Villanueva, capellà de les Agustines Recol·lectes de Benicalap i capellà ecònom de l'Església de Sant Miquel i Sant Sebastià de València. També va ser director de les Religioses Operàries Doctrineres d'Alacuás i primer president de la Unió Apostòlica del Clergat de València.
La tarda del 21 de novembre de 1932, festa de la presentació de Maria al temple, titular del Col·legi Major-Seminari, li fou administrat el sant viàtic i l'extremunció, per petició pròpia. Va morir l'endemà, 22 de novembre de 1932 al Carrer Museu de la ciutat de València. Va rebre sepultura al cementeri de Massarrojos, i l'1 de maig de 1955 les seves restes mortals van ser traslladades a l'Església de l'Assumpció i Santa Bàrbera de Massarrojos.

## Obres
- Explicacions catequísticas a la Santa Missa. València: A. López, [1920?].
- Flores del clergat secular. València: Centre Valentí de la Unió Apostòlica, 1918-1928.
- Gojos a Sant Tomàs de Villanueva: fundador del Col·legi Major de la Presentació de València. València: Col·legi Major-Seminari de Sant Tomàs de Villanueva, [1999].
- Llibret de gojos. València: Tipografia Moderna, 1920-1926.
- Ofici brevíssim de Ntra. Sra. dels Desemparats. València: Impremta Hijo de F. Vives Mora, 1924.
- Piadós triduo en honor de Sant Martín, Bisbe de Tours: titular del seu Real i Parroquial Església de València. València: Imp. J. Nácher, 1957.
- Visites a la Mare de Déu dels Desemparats: llibre dedicat a la seva cort d'honor. València: Impremta Hijo de F. Vives Mora, 1924.